# Liphyra partita
Liphyra partita är en fjärilsart som beskrevs av Embrik Strand 1912. Liphyra partita ingår i släktet Liphyra och familjen juvelvingar. Inga underarter finns listade i Catalogue of Life.